# سنط مزدوج العصبين
سنط مزدوج العصبين (الاسم العلمي: Acacia bivenosa) هي شُجيرة تستوطن أستراليا، تنمو بارتفاع يصل تقريباً من متر إلى 3 أمتار، وتصل في بعض الأحيان إلى 5 أمتار. وتنمو لها زهور صفراء اللون بين شهر أبريل إلى نوفمبر.